# Austroniscus rotundatus
Austroniscus rotundatus är en kräftdjursart som beskrevs av Ernst Vanhöffen 1914. Austroniscus rotundatus ingår i släktet Austroniscus och familjen Nannoniscidae. Inga underarter finns listade i Catalogue of Life.